# Ottaviano Targioni Tozzetti
Ottaviano Targioni Tozzetti (ur. w 1833 w Vernio, zm. w 1899 w Livorno) – włoski poeta i prozaik.
Rozpoczął studia na wydziale prawa Uniwersytetu w Pizie, ale ze względów politycznych ukończył je w Sienie. Mimo zdobytych uprawnień nie zdecydował się na rozpoczęcie praktyki adwokackiej. Zamieszkał w Livorno, gdzie w roku 1864 zaczął uczyć włoskiego w miejscowym liceum, którego z czasem został dyrektorem.
W roku 1856, wraz z przyjaciółmi – Giuseppe Chiarinim, Giosuè Carduccim i Giuseppe Torquato Garganim – założył nieformalne stowarzyszenie „Przyjaciele Pedanci”. Wspólnie sprzeciwiali się romantyzmowi w literaturze włoskiej, próbując przy tym w swoich dziełach i wystąpieniach nawiązywać do tradycji klasycznych. Tozzetti jest autorem licznych opowiadań oraz dwóch wielokrotnie wznawianych antologii.

## Główne dzieła
- Antologia della prosa italiana ad uso delle scuole (Antologia włoskiej prozy na użytek szkół), 1874
- Antologia della poesia italiana (Antologia włoskiej poezji), 1884
- Tesoretto della memoria (Skarbczyk pamięci), 1885